# 新埔朱氏家廟
新埔朱氏家廟，俗稱朱家祠，是位於臺灣新竹縣新埔鎮的一處祠堂，該建築為朱氏宗族的祠堂，目前已指定為新竹縣歷史建築。

## 沿革
朱氏家廟原為朱氏宗族成員朱杰榮於新埔街所居住的民居，是於大正七年（1918年）因宗親認為該住屋所在地點風水極佳，遂提議將此屋改為朱氏家廟所使用。
2009年6月10日，朱氏家廟由新竹縣政府公告登錄為歷史建築，目前朱氏家廟仍由朱家後人居住使用。

## 建築設計
朱家祠為二堂二橫、面寬五開間建築，其建築堂號為「沛國堂」，建築裝飾造型較為簡單樸素，其屋頂為硬山顶形式，並設有馬背山牆。院牆為紅磚構築，兩側磚牆則設有花窗。院門門柱則為洗石子構造。大門上方懸掛「朱氏家廟」匾額。左右橫屋則為平面三開間格局。
該祠堂主祀朱珍公及及朱姓歷代祖先之神位。堂中有昭和16年（1941年）所立「紫陽高照」匾。目前每年10月25日為祭祖日。除了堂屋本身就作為祭祀場所之外，其餘空間則提供給予朱氏宗族成員居住空間使用。